# John Cirby Sturtevant
John Cirby Sturtevant (* 20. Februar 1835 in Spring, Crawford County, Pennsylvania; † 20. Dezember 1912 in Conneautville, Pennsylvania) war ein US-amerikanischer Politiker. Zwischen 1897 und 1899 vertrat er den Bundesstaat Pennsylvania im US-Repräsentantenhaus.

## Werdegang
John Sturtevant besuchte die öffentlichen Schulen seiner Heimat und arbeitete danach zunächst als Lehrer und Farmer. In den Jahren 1861, 1862 und 1864 war er bei der Verwaltung des Repräsentantenhauses von Pennsylvania angestellt. Politisch schloss er sich der Republikanischen Partei an. Zwischen 1865 und 1890 nahm er als Delegierter an allen regionalen Parteitagen der Republikaner für Pennsylvania teil. In den Jahren 1865 und 1866 war er Abgeordneter im Staatsparlament. 1867 zog er nach Conneautville, wo er bis 1873 im Eisenwarengeschäft tätig war. Danach arbeitete er bis 1888 im Handwerk. Anschließend stieg er in das Bankgewerbe ein und dort zum Präsidenten der First National Bank of Conneautville auf.
Bei den Kongresswahlen des Jahres 1896 wurde Sturtevant im 26. Wahlbezirk von Pennsylvania in das US-Repräsentantenhaus in Washington, D.C. gewählt, wo er am 4. März 1897 die Nachfolge von Matthew Griswold antrat. Da er im Jahr 1898 auf eine weitere Kandidatur verzichtete, konnte er bis zum 3. März 1899 nur eine Legislaturperiode im Kongress absolvieren. Diese war von den Ereignissen des Spanisch-Amerikanischen Krieges von 1898 geprägt.
Nach dem Ende seiner Zeit im US-Repräsentantenhaus war John Sturtevant wieder im Bankgewerbe tätig. Er starb am 20. Dezember 1912 in Conneautville, wo er auch beigesetzt wurde.